# Province del Kenya

Province del Kenya

Le province del Kenya hanno rappresentato la suddivisione territoriale di primo livello nel Paese. Sono state soppresse nel 2013, quando è divenuto operativo il sistema di suddivisione in contee in sostituzione dei pregressi distretti, anch'essi aboliti.
Le province erano otto ed erano suddivise in distretti.

## Lista
| Localizzazione | Provincia                   | Capoluogo | Popolazione (2009) | Superficie (km²) |
| -------------- | --------------------------- | --------- | ------------------ | ---------------- |
|                | Provincia Centrale          | Nyeri     | 4 383 743          | 13 191           |
|                | Provincia Costiera          | Mombasa   | 3 325 307          | 83 603           |
|                | Provincia di Nairobi        | Nairobi   | 3 138 369          | 684              |
|                | Provincia Nordorientale     | Garissa   | 2 310 757          | 126 902          |
|                | Provincia di Nyanza         | Kisumu    | 5 442 711          | 16 162           |
|                | Provincia Occidentale       | Kakamega  | 4 334 282          | 8 361            |
|                | Provincia Orientale         | Embu      | 5 665 123          | 159 891          |
|                | Provincia della Rift Valley | Nakuru    | 10 006 805         | 173 854          |